# Syrmatia astraea
Syrmatia astraea is een vlindersoort uit de familie van de prachtvlinders (Riodinidae), onderfamilie Riodininae.
Syrmatia astraea werd in 1888 beschreven door Staudingerl.